# Charanthihosakoppa, Sorab
Charanthihosakoppa là một làng thuộc tehsil Sorab, huyện Shimoga, bang Karnataka, Ấn Độ.